# Санаторії Ворзеля
Завдяки природно-кліматичним умовам Ворзель набув популярності як оздоровча місцевість. Цьому сприяли спостереження за результатами лікування осіб із захворюваннями серця та нервової системи, проведені академіками М. Д. Стражеском, Б. М. Маньковським та професором Ф. Г. Яновським. Вони називали Ворзель українським Кисловодськом.

## Показання
Кліматичний курорт Ворзель показаний для лікування серцево-судинних захворювань. Тут успішно використовують штучні водні процедури, озокеритолікування, кліматотерапію. Широко застосовуються лікувальна фізкультура, апаратна фізіотерапія, киснева терапія, лікувальне харчування тощо.
Санаторії курорту мають належну лікувально-діагностичну базу: функціонують клінічні та біохімічні лабораторії, кабінети функціональної діагностики, рентгенологічні, фізіотерапевтичні та масажні кабінети, ванні відділення, озокеритолікувальниці, зали лікувальної фізкультури, інгаляторії, аеросолярії тощо.
У санаторіях курорту Ворзель з успіхом лікують ішемічну хворобу серця, атеросклероз вінцевих артерій серця, пороки серця, гіпертонічну хворобу, гіпотонічну хворобу, дистрофічні захворювання міокарда, мікседему, цукровий діабет, ожиріння, неврози.

## Історія Ворзеля, як курорту
Перший ворзельський санаторій (нині це санаторій «Зірка») на 60 ліжок з водолікарнею було організовано 1932 року на базі пансіонату лікаря Ердрайха, що працював уже з 1928 року, а 1938 року Ворзель було оголошено курортом республіканського, тобто всеукраїнського значення. У передвоєнні роки в оздоровницях селища вже налічувалося 4500 ліжок.
Під час фашистської окупації майже усе господарство оздоровниць було знищене, проте з 1944 року почалося відновлення курорту, яке йшло дуже швидкими темпами. Під час літнього сезону 1949 року тут уже функціонували 17 оздоровчих закладів на 2585 ліжок, а напередодні перебудови на початку 1980-х років у Ворзелі працювало вже 28 оздоровчих закладів на 7580 ліжок.
З приходом перебудови (1985 р.) більшість організацій — власників оздоровчих закладів для дорослих та дітей стали не спроможні утримувати свої оздоровниці і тому багато будинків відпочинку та піонерських таборів перестали існувати.
Нині у Ворзелі працюють 12 оздоровчих закладів, які в складних умовах будівництва незалежної української держави гідно продовжують курортні традиції, закладені в селищі з початку його існування.

## Санаторій «Перемога»
До послуг відпочивальників кабінети фізіотерапевтичного лікування, електролікування, спелеотерапії, лікувального масажу, лікувальної фізкультури, стоматології, фітотерапії, озокеритотерапії, ультразвукової терапії, рефлексотерапії, бальнеотерапії, кабінет для ніжних ванн, тренажерний зал, відкритий басейн з підігрівом води. Широко застосовуються фітотерапія жовчогінними трав'яними зборами, мінеральні води «Збручанська» та «Миргородська», маршрути лікувальної ходьби (терренкур) тощо. Крім того, в санаторії діє добре налагоджена система дієтичного харчування.
2000 року в санаторії було відкрито спеціалізоване ендокринологічне відділення для оздоровлення дітей, хворих на цукровий діабет, дифузний нетоксичний зоб та ожиріння.

## Санаторій «Україна»

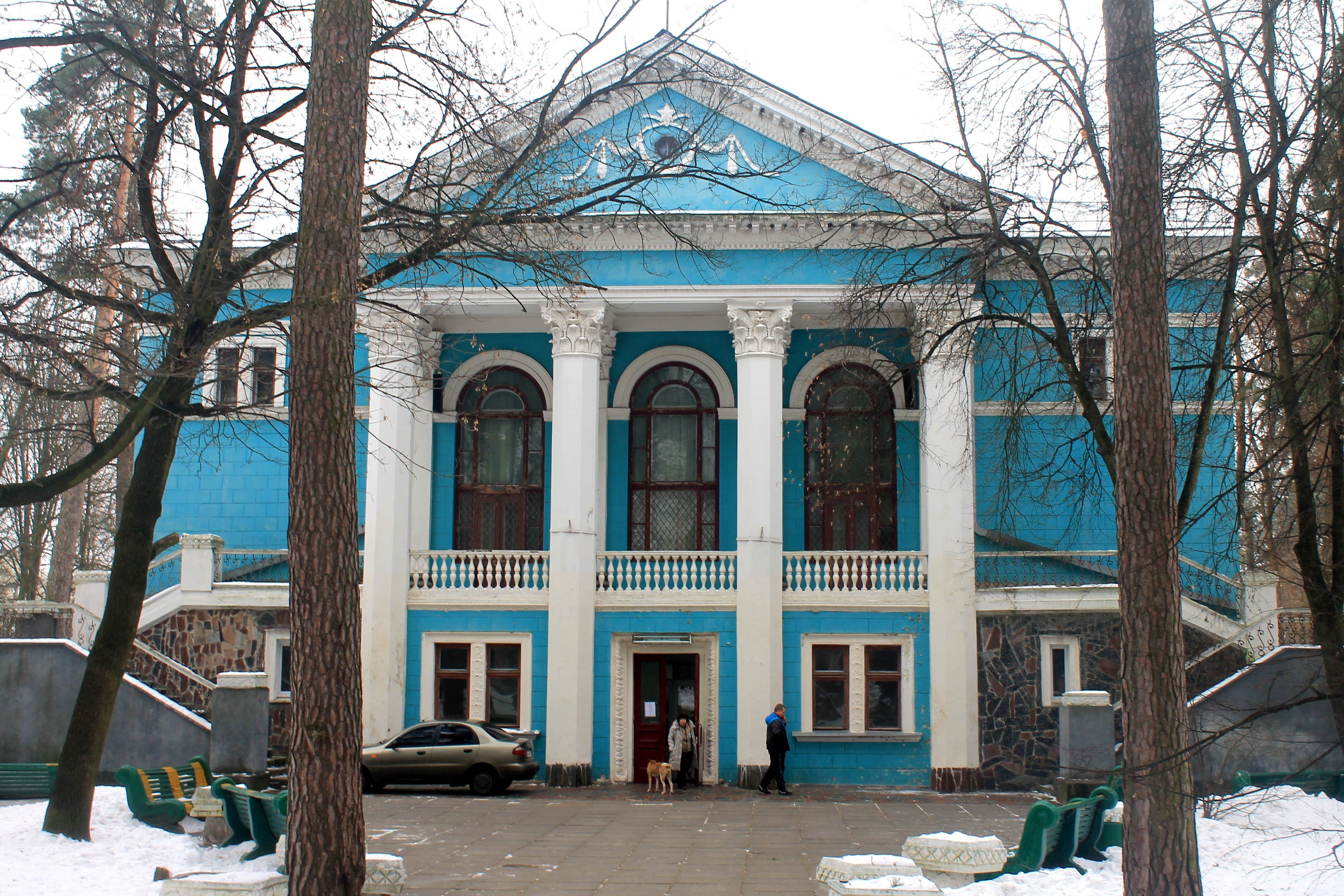
Ворзель. Санаторій «Україна»

Спеціалізується на лікуванні кардіологічних хворих, які страждають від артеріальної гіпертензії, ішемічної хвороби серця, вегетосудинної дистонії, варикозного розширення вен, а також від захворювань нервової системи й органів дихання.
У санаторії працює діагностичний комплекс СВИЧ-ЗМ для визначення внутрішнього випромінювання людини та вмісту радіоактивного цезію в організмі, апарат синглетно-кисневої терапії СКТ Уаїкіоп для лікування й профілактики захворювань, викликаних порушеннями окислювально-відновного балансу організму, бювет мінеральної води типу «Нафтуся». Про здоров'я відпочивальників тут дбають висококваліфіковані досвідчені фахівці, які володіють як традиційними, так і нетрадиційними методами діагностики й лікування.
До послуг пацієнтів санаторію: бальнеотерапія, лікувальні ванни (кисневі, морські, вуглекислі, киснево-перлинні, хвойні, скипидарні, ароматизовані, вихрові, 4-х камерні), лікувальні душі (струминний, циркулярний, висхідний, дощовий, голчастий, крапковий, лазерний), озокеритолікування, різні методи фізіотерапії (світлолікування, електролікування, магнітотерапія, лазеротерапія, ультразвукова та мікрохвильова терапія), інгаляції (содові, масляні, медяні, із зборів лікарських трав), психотерапія, аромофітофоностимуляція, стоматологічний кабінет, кабінети масажу.
Великим успіхом у пацієнтів користуються ранкова гімнастика, теренкури, спортивні ігри, ближній туризм, лікувальна хореографія, шейпінг, бодібілдинг, заняття за японською оздоровчою системою Кацузо Ніші, в'єтнамською йогою Зионгшинь, індійською агні-йогою. Функціонує спортивний комплекс із тренажерним залом, зал настільного тенісу.
Міститься у надзвичайно красивій лісопарковій зоні.

## Санаторій «Ворзель» НАН України
У закладі використовується комплексний метод реабілітації при лікуванні осіб, які проживають в екологічно несприятливих, радіаційно-забруднених районах, працюють на виробництвах зі шкідливими умовами праці. При лікуванні використовується високоефективний ентеросорбент «Ентеросгель», що має детоксикаційну дію, а також сприяє виведенню радіонуклідів. Для підвищення імунного статусу організму, активізації обмінних процесів використовується внутрішньосудинне лазерне опромінення крові.
У лікувальному комплексі широко використовуються різні види злектро- і світлолікування, а у водолікарні можна прийняти морські, перлинні, кисневі, азотні, скипидарні та йодобромні лікувальні ванни. До послуг відпочивальників підводний душ-масаж, чотири види інших лікувальних душів: Шарко, дощовий, висхідний, циркулярний. У добре оснащеному інгаляторії відпускаються інгаляції різних лікарських препаратів, трав, меду, мінеральних вод, використовується злектроазрозольна терапія. Застосовується мануальна терапія, усі види масажу, водолікування, магнітотерапія, фітотерапія, теплолікування, (парафіно-озокеритові аплікації), рефлексотерапія (голкорефлексотерапія, голкоапплікації), «суха» тракція (витяжка) шийних, попереково-крижового відділів хребта, гірудотерапія (лікування п'явками).
Єдиний санаторій у Ворзелі, у якому є два діючі ліфти, до того ж один із них великий.

## Санаторій «Зірка»
Мальовнича територія санаторію становить більш як 20 гектарів, а повітря насичене фітонцидами, киснем і відрізняється високим рівнем іонізації. Досвідчені лікарі закладу використовують сучасні методи діагностики та лікування: кліматотерапію, водолікування, апаратну фізіотерапію, психотерапію, лікувальну фізкультуру й масаж, нетрадиційні методи лікування.
Лікувальний комплекс санаторію дозволяє успішно лікувати ішемічну хворобу серця, гіпертонічну хворобу, ревматизм, неврози, остеохондроз, варикозну хворобу, хронічні бронхіти, холецистити, захворювання зубів та ясен тощо. Охочим надається можливість лікування за курсівками.

## Лікарня відновлювального лікування військово-медичного управління СБ України
Лікарня має необхідні лікувально-діагностичні кабінети, водолікарню, гідропатичні душі, добре обладнані зал лікувальної фізкультури, фізіотерапевтичне відділення, кабінети функціональної діагностики та лікувального масажу.
У закладі функціонує відділення нетрадиційних методів лікування, де під наглядом досвідчених фахівців (геронтолога, невропатолога, гомеопата, терапевта) можна пройти повний курс лікування методами лікувального голодання, гірудотерапії (лікування п'явками), глинотерапії, масажу, голкорефлексотерапії, магнітотерапії. Відпочиваючі можуть скористатися кабінетом психоемоційного розвантаження, послугами косметолога, відвідати кабінет стоматолога.
Особливо приваблює пацієнтів критий плавальний басейн площею 200 м². і сауна, які функціонують цілий рік.

## Київський обласний санаторний комплекс «Кичеєво»
У ендокринологічному відділенні (санаторій «Кичеєво», 160 ліжок) лікують дітей, хворих на гіперплазію щитоподібної залози І-ІІ ст., гіпотериоз в стадії медикаментозної субкомпенсації, аутоімунний тереоідит, дифузний еутореоідний зоб III ст., ожиріння, гіпоталамічний синдром, нейроендокриннообмінна форма в стадії ремісії, відставання в фізичному та статевому розвитку, діти з порушенням тестотолеранності до глюкози (латентний діабет). Відділення має спальний корпус, їдальню, клуб, бальнеологічне відділення. Лікувальний процес включає фізіопроцедури (електрофорез, УВЧ, УФО), ЕКГ, лікувальну фізкультуру, УЗО, ванни, вітамінотерапію, імуно-модулятори. Функціонють кабінети: масажу, ЛФК, стоматологічний.
У психоневрологічному відділенні (санаторій «Сонячний», 200 ліжок) приймають дітей з невростенією, синдромом втоми, церебральним паралічем, транзиторними тікозними розладами, гіперкінетичними розладами (порушення активності та уваги), неорганічним енурезом, сикопрезом, легкою розумовою відсталістю, специфічними вадами розвитку мови, заікуванням, соматоформними розладами, захворюваннями периферичної нервової системи.
Відділення розташоване в двох спальних корпусах, має лікувальний корпус, їдальню.
Лікувальний процес включає фізіопроцедури (електрофорез, УВЧ, УФО, дарсенваль), лікувальну фізкультуру, вітамінотерапію. Функціонують кабінети: масажу, ЛФК, стоматологічний, електросну.
Кістково-суглобне відділення (санаторій «Прапор», 160 ліжок) призначене для лікування дітей з асептичним некрозом клубневої кістки, остеохондропатією, асептичним некрозом на основі епіфізарної диспазії, асептичним некрозом після ушкодження, асептичним некрозом, що виник після закритого або відкритого усунення природженого вивиху клубня, з природженим вивихом клубня (через 3-4 місяці післяопераційного усунення), сколіозом, хронічними остеомієлітами різного місцезнаходження (після стаціонароного лікування).
Відділення має спальний двоповерховий корпус, лікувальний корпус, їдальню, клуб, ізолятор.
Лікувальний процес включає фізіопроцедури (електрофорез, УВЧ, УФО, дарсенваль, тубускварц), лікувальну фізкультуру, вітамінотерапію, озокиритолікування, парафінолікування, ванни з сіллю та хвоєю. Функціонють кабінети масажу, ЛФК.
Туберкульозне відділення (м. Ірпінь, санаторій «Ластівка», 180 ліжок) призначене для лікування дітей з показаннями: туберкульоз внутрішньогрудний, очаговий туберкульоз легенів у фазі ущільнення, дессімінований туберкульоз у фазі ущільнення та обвапнення, залишкові зміни після перенесеного ексудативного плеврита, рання туберкульозна інтоксикація, хронічна туберкульозна інтоксикація, «віраж» туберкулінових проб", інфіковані туберкульозом туберкуліно-позитивні діти з контактом з бацилоносієм і хворим на активну форму туберкульозу, діти з хронічними враженнями легенів та дихальних шляхів при наявності туберкульозної інфекції, діти, які перенесли посильні форми туберкульозу з виявленими залишковими змінами — пневмосклерози, кальцинати та ін.
Відділення має два спальні корпуси, лікувальний корпус, їдальню, клуб, ізолятор.
Лікувальний процес включає фізіопроцедури (електрофорез, УВЧ, тубускварц), лікувальну фізкультуру, вітамінотерапію. Функціонують кабінети: масажу, ЛФК, стоматологічний, рентгенкабінет.

## Дитячий санаторій «Орлятко»
У закладі оздоровлюються діти віком від 6 до 18 років. Загальна чисельність місць — 225. В оздоровниці проводиться лікування багатьох гастроентерологічних захворювань (гастрити, холецистити, панкреатити та ін). У дітей підвищується імунологічна реактивність, стимулюються усі функціональні системи.
Термін оздоровлення становить 25 днів. Під час лікування діти отримують дієтичне харчування, мінеральну воду. Тут застосовують різноманітні методи лікування: фітотерапія, фізіотерапевтичні процедури, лікувальна фізкультура, масаж, вітамінотерапія, медикаментозна терапія. Проводиться лікування двома методами фітотерапії: настоями з лікарських трав та ароматерапією, а розміщення закладу серед чудвої ворзельської природи надає прекрасну можливість проводити ще і третій метод фітотерапії — фітогігієну. Діти також можуть відвідати стоматологічний кабінет, що оснащений сучасним імпортним обладнанням.

## База відпочинку «Енергія»
Відомча база відпочинку Київенерго є однією з найкращих оздоровниць Ворзеля. У 80-х роках відбулася реконструкція оздоровниці: були зведені цегляні капітальні корпуси, проведено газове опалення, водогін. Збудували також і найголовнішу гордість «Енергії» — критий басейн, який працює впродовж цілого року.
Сьогодні «Енергія» — це сучасний оздоровчий заклад з добре налагодженим господарством. Особливої уваги тут приділяють догляду за територією — справжньою оазою квітів серед соснового гаю.
Улітку «Енергія» відкриває двері для школярів. Одночасно тут можуть перебувати на відпочинку 150 дітей. Для них проводять цікаві ігри, конкурси, екскурсії, завжди гарно годують. А взимку оздоровниця працює як база відпочинку вихідного дня. До послуг відпочиваючих тут більярд, тенісні зали, спортивні майданчики. І все це завжди в зразковому стані.

## Будинок творчості композиторів «Ворзель»

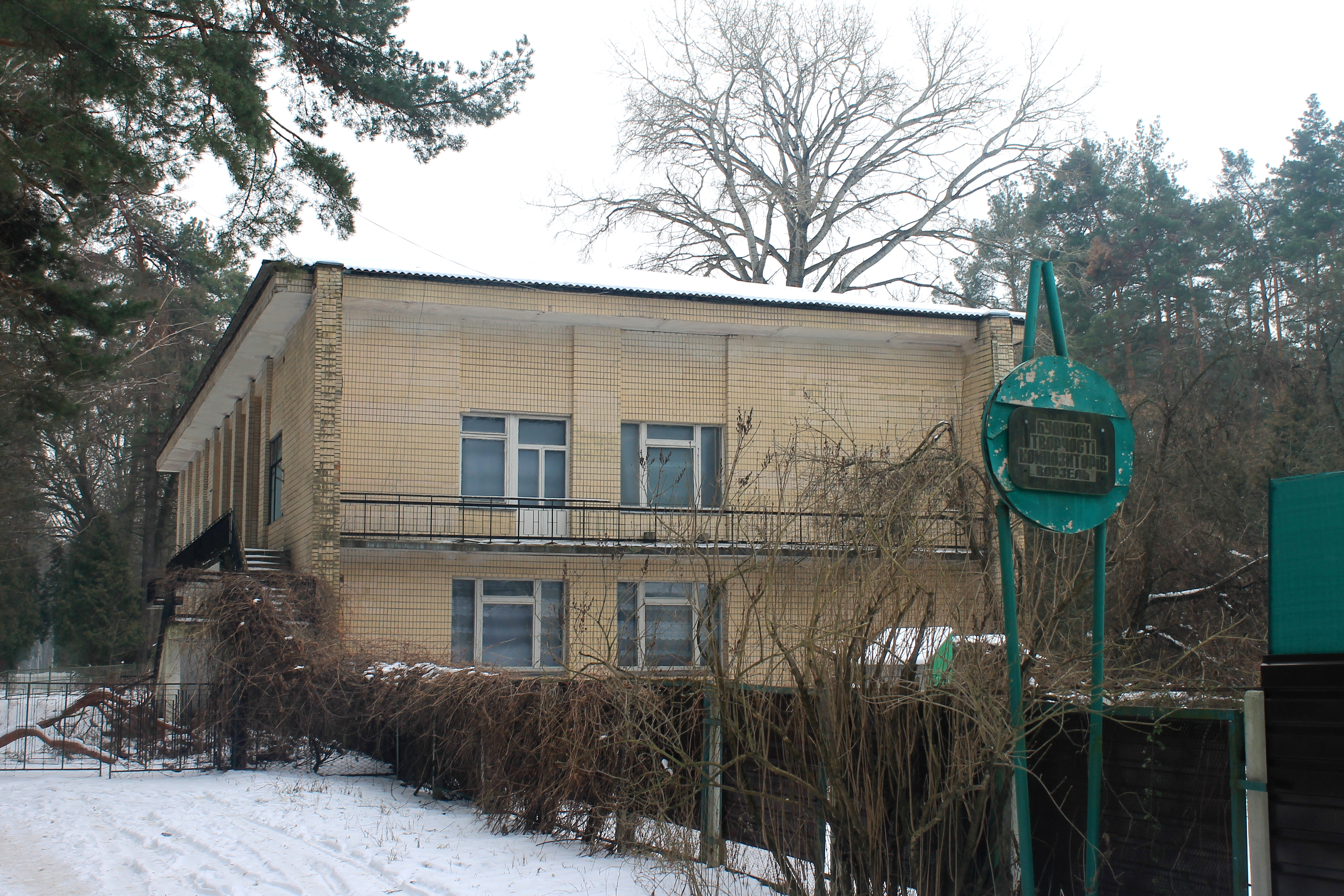
Будинок творчості композиторів Ворзель, вхід і центральний корпус

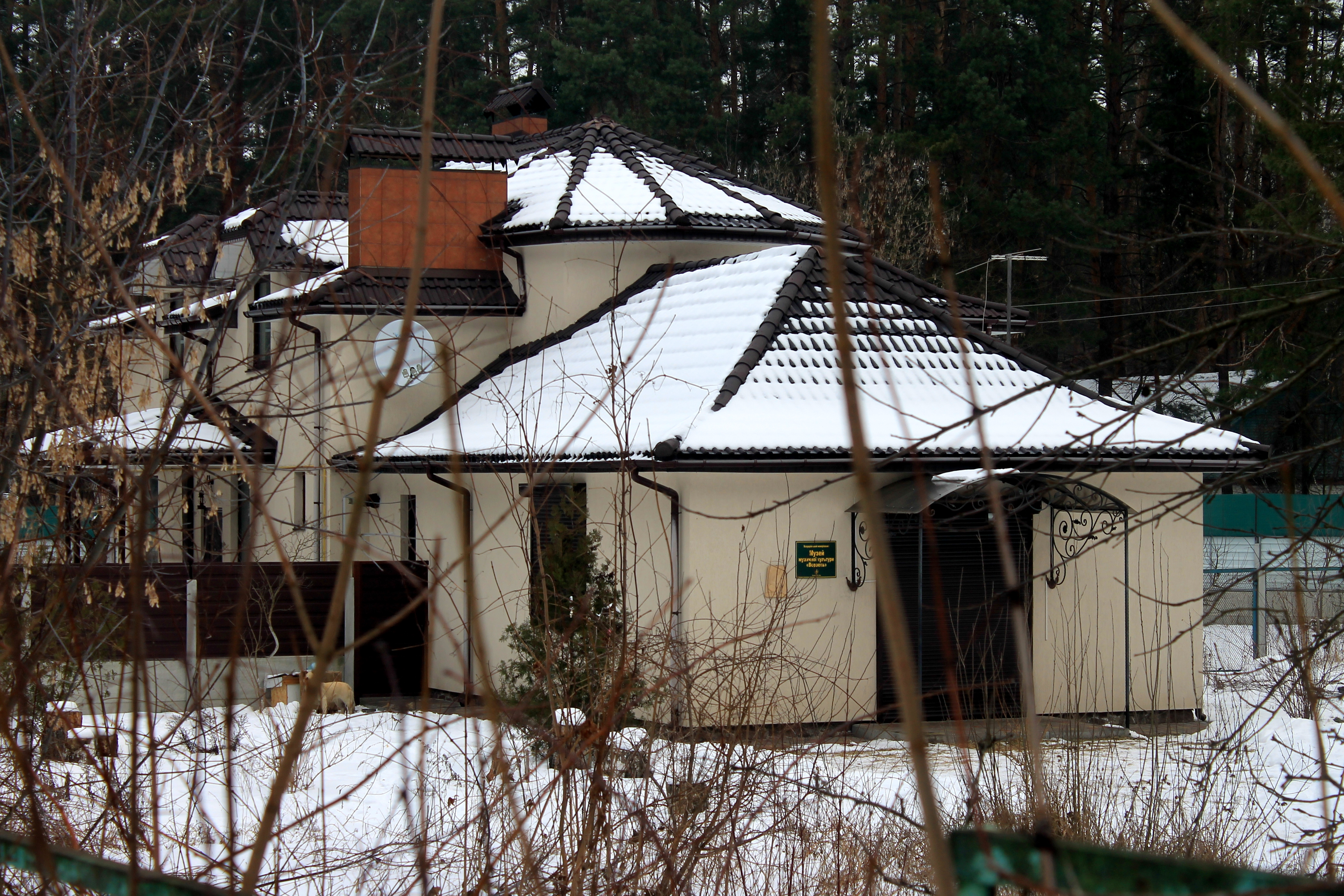
Музей музичної культури при будинку творчості композиторів «Ворзель»

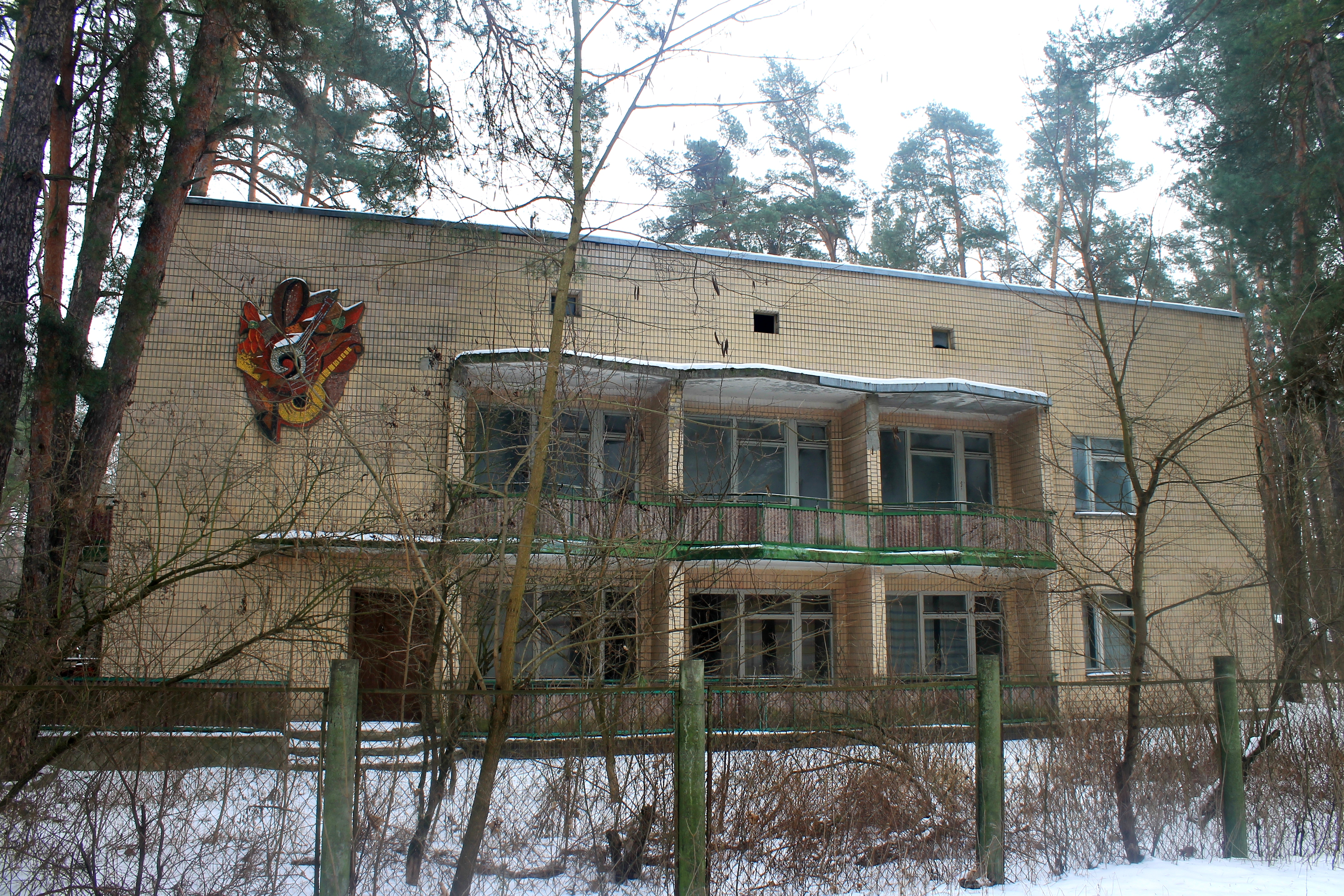
Пансіонат на 12 номерів

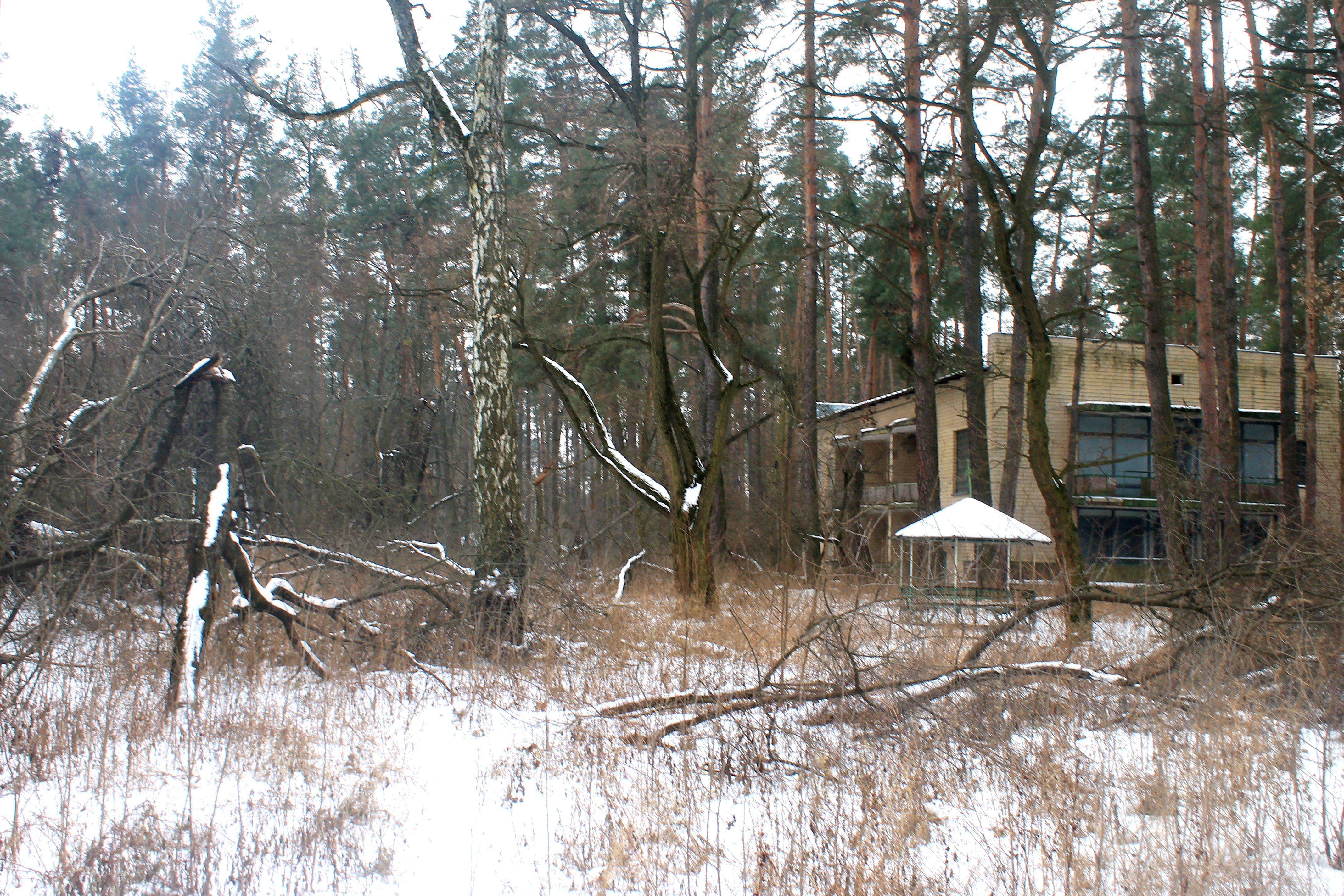
Будинок творчості композиторів Ворзель, територія з поваленими деревами

Будинок творчості композиторів «Ворзель» є власністю Спілки композиторів України раніше був дачею української актриси Ганни Борисоглібської (1868–1939), що перейшов у її володіння згідно з заповітом актриси. Територія займає площу 11 га, на ній розташовано 21 будинок (дво-трикімнатні з усіма побутовими зручностями) на відстані 150–200 м один від одного, двоповерховий корпус з їдальнею та концертним залом на 120 місць, а також двоповерховий пансіонат на 12 номерів. В кожному з будиночків раніше було встановлено кабінетні роялі, на яких композитори могли займатися.
Будинок творчості композиторів «Ворзель» був одним із шести подібних закладів на території СРСР. Композитори з усіх республік мали можливість знімати номери за пільговими цінами, дофінансування здійснювалося на відрахування з виконаних творів композиторів. Тут працювали над своїми творами такі композитори як Костянтин Данькевич, Георгій Майборода, Андрій Штогаренко, Олександр Білаш, Євген Станкович і багато інших, займалися також піаністи, серед яких Микола Сук та музикознавці. Впродовж роботи будинку композиторів більше 50 композиторів отримали звання народних артистів СРСР і України.
1998 року відповідно до Постанови Про передачу нерухомого майна творчим спілкам майно будинку творчості композиторів «Ворзель» було передано на баланс Національної спілки композиторів. Незважаючи на фінансові труднощі, до 2011 року в будинку творчості проводилися міжнародні музичні майстер-класи і корнкурси, майстер-класи хореографів, художників «Образование и искусство XXI века» тощо. 2010 року, зі зміною керівництва НСКУ, невелику частину території було продано — на ній тепер розташовано приватний музей музичної культури, в якому зібрані матеріали та особисті речі композиторів, що працювали у Ворзелі.
2013 року Будинок творчості композиторів "Ворзель" припинив свою діяльність, а його будинки було розграбовано. Однією з причин припинення діяльності стало введення в дію нового Податкового Кодексу. Для вирішення цієї проблеми на початку 2015 року за зверненням Координаційної Ради творчих спілок у Верховній Раді України було зареєстровано Проект Закону про внесення змін до статті 282 Податкового кодексу України (щодо звільнення від сплати земельного податку будинків творчості).

## Спортивно-оздоровчий центр «SPA»
Комплекс розташований на березі озера в оточенні дубового гаю. Краса природи в цьому місці вражає в будь-яку пору року.